# Sascha van Tetterode
Lien "Sascha" van Tetterode, ook Sascha Lienne Bennett, (Laren, 1949), is een Nederlandse beeldhouwer.
Sascha Tetterode werkt veel met hout. Ook maakt ze regelmatig glasobjecten. Als lid van kunstenaarsvereniging Laren-Blaricum had ze meerdere tentoonstellingen. Zo had zij in 2016 een tentoonstelling Bouwen met Kunst die in het teken stond van Dudok.

## Exposities
- 2016 - villa Nederheem
- 2005 en 2014 - GSA Centrum voor Beeldende Kunst in Hilversum
- 1999 - Singer Museum - Laren

- RKD-Nederlands Instituut voor Kunstgeschiedenis: 76919